# 塞亞卡鄉 (特列奧爾曼縣)
43°45′N 25°04′E / 43.750°N 25.067°E
塞亞卡鄉（羅馬尼亞語：Comuna Seaca, Teleorman），是羅馬尼亞的鄉份，位於該國南部，由特列奧爾曼縣負責管轄，面積93平方公里，海拔高度57米，2007年人口2,700，人口密度每平方公里29人。